# Vandoise
Leuciscus leuciscus
Espèce
Statut de conservation UICN

 LC  : Préoccupation mineure
La vandoise (Leuciscus leuciscus) est une espèce de poissons potamodromes d'Europe et d'Asie. Il a été introduit en Irlande pour servir d'appât.
C'est une espèce pas toujours très commune mais présente dans tous les bassins de France (sauf dans le sud-est du pays). Comme c'est une espèce qui ne semble pas avoir été « manipulée » (élevée, introduite, réintroduite) depuis la Préhistoire, on peut supposer qu'elle était déjà présente presque partout en France avant la dernière période glaciaire (qui s'est terminée il y a environ 10 000 ans), ou qu'elle dispose de capacité importante de dispersion (par ex via ses œufs qui pourraient être transportés d'un bassin à l'autre via les pattes des oiseaux).

## Caractéristiques
- Longueur : 40 cm
- Poids maximum connu : 1 kg
- Longévité maximale connue : 16 ans
- pH de l'eau : de 6 à 8
- Période de reproduction : mars-avril

## Biologie
Grégaire, cette espèce aime nager près de la surface et préfère les eaux claires.
Elle se nourrit d'insectes, de vers, d'escargots et plus rarement de végétaux.

## Étymologie
Le nom est attesté pour la première fois sous la forme vendoise en 1197 (Hélinant, Vers de la mort, éditions Fr. Wulff et Em. Walberg XLVIII, 4)
Dérivé probable en -esiā, de l'adjectif gaulois vindos, blanc, (vieil irlandais find > mod. finn, gallois gwenn (fem.), breton gwenn, blanc), soit *vindesiā, désignant en gaulois un « poisson blanc » ou une « ablette ».